# كأس الاتحاد الإنجليزي 1964–65
كأس الاتحاد الإنجليزي 1964–65 (بالإنجليزية: 1964–65 FA Cup)‏ هو الموسم 84 من  كأس الاتحاد الإنجليزي. الذي يشرف على تنظيمه الاتحاد الإنجليزي لكرة القدم، وفاز فيه نادي ليفربول.